# Руис, Юмилка
Юмилка Руис Луасес (исп. Yumilka Ruiz Luaces; род. 8 мая 1978 года, Камагуэй) — кубинская волейболистка, двукратная олимпийская чемпионка, чемпионка мира. Участница четырёх Олимпиад, с 2001 по 2008 год являлась капитаном сборной Кубы.
На 120-й сессии Международного олимпийского комитета (МОК), проходившей во время Олимпийских игр в Пекине, Юмилка Руис по результатам голосования участников Олимпиады была выбрана членом комиссии спортсменов МОК. Была членом МОК до 2016 года.

## Игровая карьера
- 1986—1996 —  «Камагуэй»
- 1997—2000 —  «Реджо Калабрия»
- 2000—2004 —  «Камагуэй»
- 2004—2006 —  «Уралочка-НТМК»
- 2006—2008 —  «Камагуэй»
- 2012—2015 —  «Уралочка-НТМК»
- В сборной Кубы — с 1993 по 2008 год

## Достижения

### Со сборной Кубы
- Чемпионка Игр XXVI Олимпиады (1996)
- Чемпионка Игр XXVII Олимпиады (2000)
- Бронзовый призёр Игр XXVIII Олимпиады (2004)
- Чемпионка мира (1998)
- Серебряный призёр Всемирного Кубка чемпионов (1997)
- Победительница Кубка мира (1999)
- Победительница Гран-при (2000)
- Серебряный призёр Гран-при (1997, 2008)
- Бронзовый призёр Гран-при (1998)

### В клубной карьере
- Серебряный призёр чемпионата Италии (1999, 2000)
- Победительница Кубка Италии (2000)
- победительница Кубка ЕКВ (2000);
  - серебряный призёр Кубка ЕКВ 1998.
- Чемпионка России (2005)

### Индивидуальные
- Самый результативный игрок чемпионата мира (2002)
- Лучшая нападающая Гран-при (2004)
- Лучший игрок чемпионата России (2005)

## Рекорды
Юмилка Руис отличалась невероятно высоким прыжком — при росте 179 см высота её атаки достигала 329 см. Следствием этого являлась и феноменальная результативность кубинской доигровщицы. В частности, именно ей принадлежит рекорд чемпионатов России по количеству набранных очков в одном матче. 20 января 2005 года в Нижнем Тагиле в игре между «Уралочкой» и московским «Динамо», завершившейся победой хозяек площадки — 3:2 (25:23, 26:28, 27:29, 25:19, 15:5), Юмилка Руис набрала 53 очка (51 в атаке, 1 на блоке и 1 с подачи). Дебютировав в 2004 году в уральском клубе вместе со своей соотечественницей Сойлой Баррос, Руис внесла огромный вклад в победу «Уралочки» в чемпионате России, по итогам которого была признана лучшим игроком.